# Serafín García
Serafín Fabricio García (nacido el 15 de julio de 1975 en Treinta y Tres, Uruguay) es un exfutbolista uruguayo. 
Jugaba de defensor y su último club fue Boston River de la Primera División de Uruguay.

## Carrera
Comenzó su carrera en 1996 jugando para Basañez luego se trasladó al Peñarol, jugando para este club hasta 1999. 
En ese año se fue a la Argentina para jugar en Chacarita Juniors, en donde estuvo hasta el 2000. 
En 2000 regresó a Uruguay para volver a jugar en Peñarol, jugando hasta 2001. 
En 2002 regresó a la Argentina para jugar en Lanús, donde estuvo jugando hasta 2003. 
Para el 2003 se pasó a Gimnasia y Esgrima La Plata. 
En 2004 se fue a Paraguay para jugar en Cerro Porteño. 
En 2005 regresó a Uruguay para jugar en el Montevideo Wanderers. 
En 2006 regresó a Peñarol, en donde estuvo hasta 2007. 
En 2008 se fue al Villa Española. 
Para el 2009 pasó a Durazno, club actualmente desaparecido. 
Ese año pasó a El Tanque Sisley, donde jugó hasta 2010. 
En 2010 se fue a Boston River, donde finalmente se retiraría en 2016. 
Actualmente se desempeña como entrenador en las divisiones inferiores de Peñarol.

## Clubes[2]
| Club                     | País      | Año         |
| ------------------------ | --------- | ----------- |
| Peñarol                  | Uruguay   | 1996 - 1999 |
| Chacarita Juniors        | Argentina | 1999 - 2000 |
| Peñarol                  | Uruguay   | 2000 - 2001 |
| Lanús                    | Argentina | 2002 - 2003 |
| Gimnasia y Esgrima L. P. | Argentina | 2003        |
| Cerro Porteño            | Paraguay  | 2004        |
| Montevideo Wanderers     | Uruguay   | 2005        |
| Peñarol                  | Uruguay   | 2006 - 2007 |
| Villa Española           | Uruguay   | 2008        |
| Durazno                  | Uruguay   | 2009        |
| El Tanque Sisley         | Uruguay   | 2009 - 2010 |
| Boston River             | Uruguay   | 2010 - 2016 |

## Palmarés

### Campeonatos nacionales
| Título              | Club    | País    | Año  |
| ------------------- | ------- | ------- | ---- |
| Campeonato Uruguayo | Peñarol | Uruguay | 1996 |
| Campeonato Uruguayo | Peñarol | Uruguay | 1997 |
| Campeonato Uruguayo | Peñarol | Uruguay | 1999 |

Campeonato Paraguayo Cerro Porteño Paraguay 2004